# Natasha Poly
Natasha Poly (ryska Наталья Полевщикова), född 12 juli 1985 i Perm, är en rysk supermodell.